# Commelina bianoensis
Commelina bianoensis är en himmelsblomsväxtart som beskrevs av De Wild. Commelina bianoensis ingår i släktet himmelsblommor, och familjen himmelsblomsväxter. Inga underarter finns listade.